# Lærdal
Lærdal – norweskie miasto i gmina leżąca w regionie Sogn og Fjordane.
Lærdal jest 66. norweską gminą pod względem powierzchni.

## Demografia
Według danych z roku 2005 gminę zamieszkuje 2158 osób. Gęstość zaludnienia wynosi 1,61 os./km². Pod względem zaludnienia Lærdal zajmuje 327. miejsce wśród norweskich gmin.
| ludność stan na 1 stycznia 2005 |         |           |       |
|                                 | kobiety | mężczyźni | razem |
| osób                            | 1075    | 1083      | 2158  |
| %                               | 49,81%  | 50,19%    | 100%  |

| wykształcenie stan na 1 października 2004 |        |         |        |        |
|                                           | podst. | średnie | wyższe | niezn. |
| osób                                      | 346    | 999     | 331    | 31     |
| %                                         | 20,27% | 58,52%  | 19,39% | 1,82%  |

## Edukacja
Według danych z 1 października 2004:
- liczba szkół podstawowych (norw. grunnskolar): 3
- liczba uczniów szkół podst.: 317

## Władze gminy
Według danych na rok 2011 administratorem gminy (norw. rådmann) jest Lasse Sælthun, natomiast burmistrzem (norw. ordfører, d. borgermester) jest Arne Sanden.

## Zabytki
Najważniejszym zabytkiem gminy jest kościół słupowy Borgund stavkirke z XII wieku.